# Adrienne Pauly

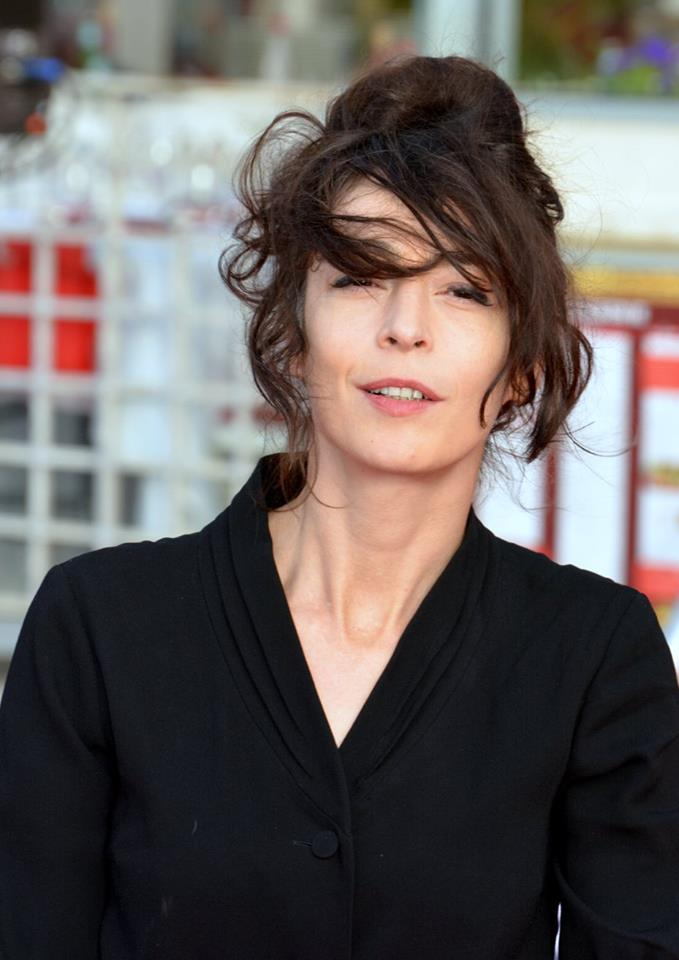
Adrienne Pauly

Adrienne Pauly (* 30. Mai 1977 in Clamart) ist eine französische Filmschauspielerin und Rocksängerin.

## Leben
Adrienne Pauly wurde auf dem Conservatoire national supérieur d’art dramatique in Paris ausgebildet. Danach wurde sie als Filmschauspielerin tätig. Seit 2004 ist sie auch als Pop-Rocksängerin aktiv. 2006 erschien ihr selbstbetiteltes und selbstgetextetes Debütalbum bei Warner.
2009 spielte sie die Hauptrolle der Mathilde im TV-Drama Spielsüchtig und die Nebenrolle der Claire Bonheur in Claude Chabrols letztem Film Kommissar Bellamy. 2018 erschien ihr zweites selbstgetextetes Album A vos Amours!

## Filmografie (Auswahl)
- 1996: Julie Lescaut (Fernsehserie, 1 Folge)
- 1998: Der Graf von Monte Christo (Le Comte de Monte-Cristo)
- 1999: Die Farbe der Lüge (Au cœur du mensonge)
- 2003: Là-haut, un roi au-dessus des nuages
- 2009: Spielsüchtig (La tueuse)
- 2009: Kommissar Bellamy (Bellamy)
- 2011: Mystère au Moulin-Rouge

## Diskografie
- 2006: Adrienne Pauly
- 2018: A vos Amours!